# Peter Huxley-Blythe
Pour les articles homonymes, voir Huxley et Blythe.
Peter Huxley-Blythe, né le 16 novembre 1925 à Mansfield Woodhouse (Nottinghamshire) et mort le 18 août 2013, est un militant politique néofasciste et psychothérapeute britannique.
Il rejoint l'Union Movement d'Oswald Mosley qu'il quitte en 1949 pour rejoindre le Front européen de libération. Il cofonde en 1954 le Nationalist Information Bureau (NATINFORM) et participe ensuite à la création de la Northern League.
Dans les années 1960-1970, il se tourne vers l'hypnothérapie et la neuropsychologie, fondant le National College of Hypnosis and Psychotherapy et l'Institute of Neuro-Physiological Psychology.

## Biographie
Peter J. Huxley-Blythe naît le 16 novembre 1925 à Mansfield Woodhouse. Issu d'une famille de droite, il s'intéresse à Oswald Mosley à la fin des années 1930.
Après avoir servi dans la Royal Navy pendant la Seconde Guerre mondiale,, il retourne dans le Nord de l'Angleterre où il rejoint l'Union Movement (UM). À cette époque, Huxley-Blythe constate une division au sein de l'UM entre les anciens membres nostalgiques et une nouvelle génération, dont il fait partie, qui souhaite une direction plus dynamique. Il remet alors en question les capacités de Mosley comme homme d'action.
Il quitte l'organisation en 1949. Il exprime sa déception envers Mosley, déclarant qu'il « attendait plus de Mosley que ce qu'il pouvait donner ». Faisant partie des radicaux qui souhaitent davantage d'action, il estime que Mosley ne s'est pas investi autant que d'autres militants « qui avaient décidé de s'engager pleinement ».
De 1949 à 1954, il participe au Front européen de libération (FEL), fondé par Francis Parker Yockey et composé principalement d'anciens partisans de Mosley. Il est le rédacteur en chef de Frontfighter, l'organe du FEL.
En 1954, il cofonde avec A. F. X. Baron (en) le Nationalist Information Bureau (Bureau d'information nationaliste, NATINFORM), une organisation fasciste anglo-allemande qui s'oppose à la fois à l'européanisme de Mosley et à l'antisémitisme catholique du groupe The Britons,,,. Huxley-Blythe en est le responsable de la distribution. Après avoir accusé Baron de sympathies nazies, Huxley-Blythe entre en conflit avec ce dernier, menant à l'expulsion de Baron et de Karl Smets, le dirigeant de la branche allemande du NATINFORM. L'organisation perdure jusqu'en 1958.
Peter Huxley-Blythe contribue ensuite à la fondation de l'organisation néonazie Northern League aux côtés de Roger Pearson. Elle est destinée à la préservation de la « race nordique »,,.
Il dirige World Survey, une publication anticommuniste qui fusionne en 1958 avec The Northlander, le journal de la Northern League.
Intéressé par l'hypnose depuis son service dans la Marine, il fonde à la fin des années 1960 le National College of Hypnosis and Psychotherapy. En 1975, il crée l'Institute of Neuro-Physiological Psychology à Chester (Cheshire), se consacrant à la recherche sur les difficultés d'apprentissage et les problèmes comportementaux chez l'enfant.
Il meurt le 18 août 2013.

## Prises de position
En 1956, il publie Betrayal, un ouvrage prônant l'adoption d'une politique anticommuniste plus radicale par l'Occident. Dans ses écrits, il accuse la CIA de financer des groupes communistes.
Il est connu pour ses travaux sur le rapatriement forcé des Cosaques vers l'URSS après 1945, notamment avec son ouvrage The East Comes West (1964). Dans ce livre, il est le premier à contester l'idée que le rapatriement de tous les ex-combattants vers leurs pays d'origine faisait partie des accords de Yalta, attribuant cette décision au général Dwight D. Eisenhower et aux britanniques.